# Wilfried de Decker
Wilfried de Decker (* 7. Juli 1935 in Altona; † 20. November 2010 in Kiel) war ein deutscher Ophthalmologe (Strabologe) und Hochschullehrer.

## Leben
Nach seiner Reifeprüfung am Christianeum in Altona (1954) studierte Wilfried de Decker Humanmedizin an den Universitäten Hamburg, Tübingen und Kiel. Nach dem medizinischen Staatsexamen 1960 in Kiel promovierte er dort 1962. Anschließend absolvierte er von 1962 bis 1965 seine Facharztausbildung an der Universitäts-Augenklinik Münster. Bis 1967 war er dann als Facharzt für Augenheilkunde am Klinikum Ludwigshafen tätig, seit 1966 als Oberarzt. Es folgte der Wechsel an die Universitäts-Augenklinik in Kiel. Dort habilitierte er sich 1972 und übernahm 1974 die Leitung der neu gegründeten Abteilung für Orthoptik und Pleoptik, die unter seiner Leitung als Ärztlicher Direktor als Klinik für Orth- und Pleoptik eingerichtet wurde. Diese Klinik leitete de Decker bis zu seiner Pensionierung im Jahre 2003. Bis Mitte 2010 arbeitete er zusammen mit seiner Frau, leitende Lehrorthoptistin an verschiedenen Universitäts-Augenkliniken, an der Augenklinik Rendsburg weiter.
Durch Lehre, Forschung und Patientenbehandlung zeichnete sich Wilfried de Decker als Experte für die Strabologie aus. 1975 entwickelte er ein spezielles Nachbild-Blitzlichtgerät zur Prüfung von Korrespondenzverhältnissen und verfeinerte die bekannten Operationstechniken.
Er war unter anderem Gründungs- und seit 2003 Ehrenmitglied der Gesellschaft für Strabologie, Neuroophthalmologie und Kinderophthalmologie (GSNK), ehemals Bielschowsky-Gesellschaft für Schielforschung und Neuroophthalmologie, von 1990 bis 1994 Vizepräsident der International Strabismological Association (ISA), zudem Ehrenmitglied der European Strabismological Association (ESA).

## Schriften
- Gesichtsausdruck und Alterung von Magenkranken im Durchschnittsbild. Bildstatistische Untersuchung mit der Methode der Durchschnittsphotographie. Dissertation Universität Kiel 1962.
- Korrespondenzwandel durch Sekundärdivenz. Habilitationsschrift Universität Kiel 1960/1962.
- (Hrsg. und Mitautor): Strabismus. Enke, Stuttgart 1986 (3. Aufl. Thieme, Stuttgart 2004, ISBN 3-13-129723-9).

Außerdem zahlreiche Aufsätze in medizinischen Fachzeitschriften im Bereich der Augenheilkunde.